# In the Round
In the Round è un album dei Pentangle, pubblicato dalla Spindrift Records nel 1986. Il disco fu registrato al Raezor Studio di Londra, Inghilterra.

## Tracce
Lato A
1. Play the Game – 4:20 (Jacqui McShee, Nigel Portman Smith)
2. The Open Sea – 4:00 (Bert Jansch)
3. She Moved Through the Fair – 5:08 (Brano tradizionale, arrangiamenti The Pentangle)
4. Set Me Free (When the Night Is Over) – 4:37 (Terry Cox)
5. Come to Me Baby – 3:01 (Bert Jansch, Nigel Portman Smith)
6. Sunday Morning Morning Blues – 4:35 (Bert Jansch, Jacqui McShee, Mike Piggott)

Lato B
1. Chase That Devil Away – 5:03 (Terry Cox)
2. The Saturday Movie – 3:28 (Bert Jansch)
3. Süil Agrar – 4:46 (Brano tradizionale, arrangiamenti The Pentangle)
4. Circle the Moon – 3:36 (Bert Jansch, Nigel Portman Smith)
5. Let Me Be – 4:48 (Bert Jansch)

## Musicisti
- Bert Jansch - chitarra acustica, banjo, voce
- Jacqui McShee - voce
- Mike Piggott - chitarra elettrica, chitarra acustica, fiddle, mandolino, voce
- Nigel Portman Smith - pianoforte, pianoforte elettrico, sintetizzatore (Dx7), basso, accordion, voce
- Terry Cox - batteria, percussioni, sintetizzatore (Dx7), voce
- Pam McShee - voce solista (solo nel brano: B3)
- Pam McShee - accompagnamento vocale (brano: A1)